# Edward Carstenn
Edward Carstenn (* 1. Juli 1886 in Elbing; † 19. Mai 1957 in Wetter (Ruhr)) war ein deutscher Gymnasiallehrer, Regionalhistoriker und Hochschullehrer in Elbing.

## Leben
Der Vater Theodor Carstenn (1855–1892) war Kantor an der St. Marienkirche in Elbing, die Mutter Ella, geborene Heinrich (1857–1941), war Mittelschullehrerin, sie leitete später die wichtigsten Frauenrechtsvereine in Elbing und wurde Stadträtin. Der Bruder Max Carstenn (1888–1970) wurde Gymnasiallehrer zunächst in Elbing, später in Göttingen, die Schwester Wanda (1890–1977) wurde Lehrerin in Elbing und lebte später auch in Göttingen. Nach dem frühen Tod des Vaters zog die Mutter ihre Kinder alleine groß.
Edward Carsten studierte Philologie und Geschichte in Kiel sowie an der Albertus-Universität Königsberg und promovierte 1910 zum Dr. phil. mit einer vielbeachteten Dissertation: Elbings Verfassung zu Ausgang der polnischen Zeit. Der junge Historiker lehrte an den Lehrerseminaren in Wongrowitz und Bromberg. Dann wurde er Mittelschullehrer und ab 1923 für gut drei Jahre Direktor der Knabenmittelschule in Danzig-Neufahrwasser. Bei der akademischen Umstellung der Lehrerausbildung in Preußen 1926 erhielt der aus Elbing stammende Schulleiter einen Ruf nach Elbing als Dozent für Geschichte und Methodik des Geschichtsunterrichts an die Pädagogische Akademie (Hochschule für Lehrerbildung ab 1933), seit 1928 als Professor. Er befasste sich vor allem mit Westpreußen und seinen Städten Elbing und Danzig. 1942 legte er seine Geschichte der Stadt Elbing, die nach mehrjähriger Forschung zum 700-jährigen Stadtjubiläum 1937 erschienen war, in Königsberg als Habilitationsschrift vor. Nach der Vertreibung 1945 arbeitete er als Lehrer in Wetter an der Ruhr bis zum Ruhestand 1951.
Schon bevor nach dem Versailler Vertrag der Polnische Korridor und die Freie Stadt Danzig entstanden, saß Carstenn im Ausschuss für Geschichts- und Erdkundeunterricht bei der Arbeitsgemeinschaft der Danziger Lehrerschaft. Er forderte einen verstärkten Schulunterricht in Heimatkunde, „damit die Bodenständigen den Heimatlosen, heute so besonders Einflußreichen, ein wirksames Gleichgewicht bieten können“.
Seine Ansichten zu den (überaus komplizierten) Beziehungen zwischen dem Herzogtum Preußen, dem Preußen Königlichen Anteils, der polnischen Adelsrepublik, dem Königreich Polen und der Krone Preußen sind völkisch geprägt; heute werden sie zum Teil kritisch gesehen. Auch gehörte er der Arbeitsgemeinschaft Westfalen und der deutsche Osten an.

## Schriften
- Ost- und Westpreußen. 15 Bögen, J. Beltz, Langensalza 1925, DNB 560399200. (Beltz Bogenlesebuch)
- Geschichte und Staatsbürgerkunde. R. Oldenbourg, München 1930, DNB 579290816.
- Geschichte der Ostmark. 3 Bände, Teubner, Leipzig/Berlin 1931–1933, DNB 560017286.
- Die preußischen Stände und das Königreich Polen. (1454–1772). MCV 45 (1937), S. 75–100
- Geschichte der Hansestadt Elbing. L. Saunier, Elbing 1937, DNB 579290808. (=Habilitationsschrift 1942 in Königsberg)
- Was die Danziger Straßennamen erzählen – Altdanziger Leben im Spiegel der Straßennamen. 2., verb. u. verm. Auflage. Danziger Verlagsgesellschaft, 1924, DNB 579019500. (BiblioBazaar, 2009, ISBN 978-1-116-98517-7)
- Elbing, die Hanse und Westfalen. West-Verlag, Essen 1955, DNB 450749398.
- Kulm Thorn Elbing – Die Hanse und Westfalen. Kammwegverlag, Troisdorf 1956.
- Elbinger Geschichte. West-Verlag, Essen 1951, DNB 450749401. (Neudruck: Hans Werner Hoppe, Hans-Jürgen Schuch (Hrsg.): Elbinger Geschichte. Truso-Verlag, Münster 1982, ISBN 3-88378-013-8)